# Total Eclipse of the Heart
«Total Eclipse of the Heart» (рус. Полное затмение сердца) — песня в жанре рок-баллада, написанная и спродюсированная Джимом Стайнманом и ставшая известной в исполнении валлийской певицы Бонни Тайлер. Она была выпущена в 1983 году на её студийном альбоме Faster Than the Speed of Night, став его ведущим синглом.
Композиция, записанная в дуэте с Рори Доддом, стала самым большим хитом в карьере Тайлер. Она смогла возглавить британский хит-парад синглов UK Singles Chart и занять пятое место в списке самых продаваемых синглов 1983 года в Соединённом Королевстве. В Соединенных Штатах сингл провёл четыре недели на вершине чартов, не пустив туда другую песню Стейнмана «Making Love Out of Nothing» от Air Supply (спустя годы, в 1995 году, Тайлер сама сделала кавер-версию этой работы). По итогам года трек занял 6-е место среди лучших синглов года по версии Billboard и получила номинацию на премию «Грэмми» за лучшее женское вокальное поп-исполнение.
Общемировые продажи сингла превысили 6 миллионов копий. Он был сертифицирован золотым в США, а в 2001 году, когда порог сертификации изменился, Американская ассоциация звукозаписывающих компаний присвоила ему платиновый статус.

## История
Песня была впервые исполнена Бонни Тайлер в 1983 году. Она записана в новых аранжировках несколько раз и переписана (с Микаелем Кунце) для мюзикла «Танец вампиров» (нем. Tanz der Vampire) под названием «Totale Finsternis» (рус. Полная темнота).

## Видеоклип
Клип снят австралийским режиссёром Расселом Малкэхи в Холловеевской психбольнице возле деревни Верджиния-Уотер (больница закрылась в 1980 году, ныне восстановлена и переоборудована в центр искусства). Продюсером выступил Джеки Байфорд.
Клип изображает Тайлер в роли учительницы закрытой школы для мальчиков. Одетая в белое, поздно вечером она идёт по просторным коридорам и предаётся грязным мечтам с воспитанниками. При этом в клипе нет ничего «ниже пояса» — все эти мечты передаются голыми торсами и откровенными мужскими танцами. Параллельно идут кадры, где ученики танцуют, участвуют в различных школьных мероприятиях и поют в хоре (в этой сцене у учеников сияющие белые глаза).
В финале клипа утром женщина выходит на крыльцо поприветствовать воспитанников и у одного из них в какой-то момент кратко видит сияющие белые глаза из своего сна.
Журнал «Биллборд» в 1983 году отметил клип сразу двумя номинациями Video Music Awards — за лучшее женское исполнение и за лучший символизм.
Существует городская легенда, что один из воспитанников (тот самый парень из финала, у которого Тайлер кратко видит сияющие глаза) — футболист Джанфранко Дзола. Впрочем, в 2012 году он заявил, что в  клипе не снимался.

## Список композиций
| №  | Название                     | Автор(ы)      | Длительность |
| -- | ---------------------------- | ------------- | ------------ |
| 1. | «Total Eclipse of the Heart» | Джим Стайнман | 4:29         |

| №                   | Название            | Автор(ы)            | Длительность |
| ------------------- | ------------------- | ------------------- | ------------ |
| 1.                  | «Take Me Back»      | Билли Кросс         | 5:05         |
| Общая длительность: | Общая длительность: | Общая длительность: | 9:34         |

## Участники записи
Приведены по сведениям базы данных Discogs.
- Бонни Тайлер — ведущий вокал
- Рик Дерринджер[англ.] — гитара
- Стив Баслоу — бас-гитара
- Рой Биттан[англ.] — фортепиано
- Ларри Фаст[англ.] — синтезаторы
- Стив Маргошес — дополнительные синтезаторы
- Макс Вайнберг[англ.] — барабаны
- Джим Маэлен[англ.] — перкуссия
- Рори Додд[англ.] — второй ведущий вокал, бэк-вокал
- Эрик Тройер[англ.] — бэк-вокал
- Холли Шервуд[англ.] — бэк-вокал